# Tau2 de Capricorn
Tau² de Capricorn (τ² Capricorni) és un estel múltiple situat a la constel·lació de Capricorn. Té magnitud aparent +5,24 i s'hi troba, d'acord a la nova reducció de les dades de paral·laxi d'Hipparcos, a 1.136 anys llum del sistema solar. També és coneguda simplement com a Tau de Capricorn (τ Cap) i no ha de ser confosa amb Tau¹ de Capricorn (τ¹ Cap).
En primera instància, Tau² Capricorni és un estel binari les components del qual són estels blanc-blavencs de la seqüència principal. La més brillant, de tipus espectral B4V, té magnitud +5,38. La temperatura mesurada conjuntament, 13.200 K, així com la velocitat de rotació projectada, 170 km/s, probablement corresponen a aquest estel. Posseeix una massa 5,85 vegades major que la massa solar. L'estel acompanyant, de magnitud +7,31, té tipus espectral B6V. La seva massa és 5,76 vegades major que la del Sol. El període orbital d'aquesta binària no és ben conegut: mentre que per a un estudi és de 200 anys, un altre diferent assenyala un període de 424 anys.
Un tercer estel, descobert en una ocultació lunar, completa el sistema estel·lar. Està separat 0,052 segons d'arc de l'estrella B4V i té magnitud +9,3. La seva massa estimada és de 1,91 masses solars i completa una òrbita al voltant de l'estrella B4 cada 18 anys. En conjunt, la lluminositat del sistema és 1.893 vegades superior a la lluminositat solar. La seva cinemàtica correspon a població estel·lar del disc fi.